# Discografia di Geolier
La discografia di Geolier, rapper italiano attivo dal 2018, è costituita da tre album in studio, trentanove singoli e trentuno video musicali (inclusi quelli come artista ospite).

## Album in studio
| Anno                                                         | Titolo | Classifiche | Classifiche | Certificazioni     | Unità           |
| Anno                                                         | Titolo | ITA         | SWI         | Certificazioni     | Unità           |
| ------------------------------------------------------------ | --- | ----------- | ----------- | ------------------ | --------------- |
| 2019                                                         | Emanuele - Pubblicato: 10 ottobre 2019 - Etichetta: BFM Music, Universal - Formati: CD, download digitale, 2 LP, streaming               | 2           | —           | - ITA: Platino (3) | - ITA: 150 000+ |
| 2023                                                         | Il coraggio dei bambini - Pubblicato: 6 gennaio 2023 - Etichetta: Columbia, Sony Music - Formati: CD, download digitale, 2 LP, streaming | 1           | 8           | - ITA: Platino (7) | - ITA: 350 000+ |
| 2024                                                         | Dio lo sa - Pubblicato: 7 giugno 2024 - Etichetta: Warner Music Italy - Formati: CD, download digitale, 2 LP, streaming                  | 1           | 9           | - ITA: Platino (6) | - ITA: 300 000+ |
| "—" indica una pubblicazione non classificata in quel paese. | |             |             |                    |                 |

## Singoli

### Come artista principale
| Anno                                                         | Titolo                                 | Classifiche | Classifiche | Certificazioni     | Unità           | Album di provenienza        |
| Anno                                                         | Titolo                                 | ITA         | SWI         | Certificazioni     | Unità           | Album di provenienza        |
| ------------------------------------------------------------ | -------------------------------------- | ----------- | ----------- | ------------------ | --------------- | --------------------------- |
| 2018                                                         | P Secondigliano (con Nicola Siciliano) | —           | —           | - ITA: Platino     | - ITA: 100 000+ | /                           |
| 2018                                                         | Queen                                  | —           | —           |                    |                 | /                           |
| 2018                                                         | Mexico                                 | —           | —           |                    |                 | /                           |
| 2019                                                         | Como te (feat. Emis Killa)             | 66          | —           | - ITA: Oro         | - ITA: 35 000+  | Emanuele                    |
| 2019                                                         | Narcos                                 | 40          | —           | - ITA: Platino     | - ITA: 70 000+  | Emanuele                    |
| 2019                                                         | Yacht (feat. Luchè)                    | 24          | —           | - ITA: Oro         | - ITA: 35 000+  | Emanuele                    |
| 2020                                                         | Fuego (con Neves17 e Lele Blade)       | 35          | —           | - ITA: Oro         | - ITA: 35 000+  | /                           |
| 2020                                                         | M' manc (con Shablo e Sfera Ebbasta)   | 1           | —           | - ITA: Platino (6) | - ITA: 600 000+ | /                           |
| 2021                                                         | Rap tutorial (64 Bars) (con Luchè)     | 87          | —           |                    |                 | Red Bull 64 Bars, the Album |
| 2022                                                         | Cuore (con Shablo e Coez)              | 88          | —           |                    |                 | /                           |
| 2022                                                         | Chiagne (feat. Lazza e Takagi & Ketra) | 2           | —           | - ITA: Platino (4) | - ITA: 400 000+ | Il coraggio dei bambini     |
| 2022                                                         | Money                                  | 8           | —           | - ITA: Platino     | - ITA: 100 000+ | Il coraggio dei bambini     |
| 2023                                                         | Come vuoi                              | 9           | —           | - ITA: Platino (5) | - ITA: 500 000+ | Il coraggio dei bambini     |
| 2023                                                         | Campioni in Italia (Red Bull 64 Bars)  | —           | —           |                    |                 | /                           |
| 2024                                                         | I p' me, tu p' te                      | 1           | 13          | - ITA: Platino (4) | - ITA: 400 000+ | Dio lo sa                   |
| 2024                                                         | L'ultima poesia (con Ultimo)           | 1           | 72          | - ITA: Platino (4) | - ITA: 400 000+ | Dio lo sa                   |
| 2024                                                         | Sarò con te (con SLF)                  | 51          | —           | - ITA: Oro         | - ITA: 50 000+  | /                           |
| 2024                                                         | El Pibe de Oro                         | 5           | —           | - ITA: Platino (2) | - ITA: 200 000+ | Dio lo sa                   |
| 2024                                                         | Una vita fa (feat. Shiva)              | 23          | —           | - ITA: Oro         | - ITA: 50 000+  | Dio lo sa                   |
| 2024                                                         | Episodio d'amore                       | 11          | —           | - ITA: Platino (2) | - ITA: 200 000+ | Dio lo sa                   |
| 2024                                                         | Mai per sempre                         | 8           | —           |                    |                 | Dio lo sa - Atto II         |
| "—" indica una pubblicazione non classificata in quel paese. |                                        |             |             |                    |                 |                             |

### Come artista ospite
| Anno                                                         | Titolo | Classifiche | Classifiche | Certificazioni     | Unità           | Album di provenienza          |
| Anno                                                         | Titolo | ITA         | SWI         | Certificazioni     | Unità           | Album di provenienza          |
| ------------------------------------------------------------ | --- | ----------- | ----------- | ------------------ | --------------- | ----------------------------- |
| 2018                                                         | E' guagliun (Peppe Soks feat. Geolier) | —           | —           |                    |                 | /                             |
| 2018                                                         | Sosa (Lele Blade feat. Geolier) | —           | —           |                    |                 | Ninja Gaiden                  |
| 2019                                                         | Gang (Samurai Jay, Dat Boi Dee e M4W feat. Geolier) | 45          | —           | - ITA: Oro         | - ITA: 50 000+  | /                             |
| 2019                                                         | Natale Marziano 2k19 (Gianluca Carbone feat. Anna Tatangelo, Geolier, Livio Cori, Roberto Colella, Peppe Soks, Samurai Jay, Francesco Da Vinci, Bles e Soul Food Vocalist) | —           | —           |                    |                 | /                             |
| 2020                                                         | Vamos pa la banca (Dat Boi Dee feat. Geolier, Samurai Jay e Lele Blade) | 49          | —           |                    |                 | /                             |
| 2020                                                         | Nena (Boro feat. Geolier) | 15          | —           | - ITA: Platino     | - ITA: 70 000+  | Caldo                         |
| 2020                                                         | Guapo (Anna Tatangelo feat. Geolier) | 84          | —           |                    |                 | Anna zero                     |
| 2020                                                         | Buongiorno (Gigi D'Alessio feat. Clementino, CoCo, Enzo Dong, Franco Ricciardi, LDA, Lele Blade, MV Killa, Geolier, Samurai Jay e Vale Lambo)                              | 44          | —           | - ITA: Platino     | - ITA: 100 000+ | Buongiorno                    |
| 2021                                                         | Che me chiamme a fa? (Rocco Hunt feat. Geolier) | 8           | —           | - ITA: Oro         | - ITA: 35 000+  | Rivoluzione                   |
| 2021                                                         | Fantasmi (TY1 feat. Geolier e Marracash) | 16          | —           | - ITA: Platino     | - ITA: 100 000+ | Djungle                       |
| 2021                                                         | Ready (SLF feat. Geolier) | 95          | —           |                    |                 | We the Squad, Vol. 1          |
| 2023                                                         | Me vogl bene (MV Killa feat. Geolier) | 86          | —           |                    |                 | Fede                          |
| 2023                                                         | Oro e diamanti (mane e mane 2.0) (Neves17 feat. Enzo Avitabile e Geolier)                                                                                                  | —           | —           |                    |                 | /                             |
| 2023                                                         | Everyday (Takagi & Ketra feat. Shiva, Anna e Geolier) | 1           | 44          | - ITA: Platino (4) | - ITA: 400 000+ | /                             |
| 2024                                                         | Baby U Want Me (Vale Lambo feat. Geolier e Michelangelo) | —           | —           |                    |                 | Lamborghini a via Marina      |
| 2024                                                         | Switch (Rvchet feat. BM, Geolier, Guè e Finem) | —           | —           |                    |                 | /                             |
| 2024                                                         | Senza tuccà (Gigi D'Alessio feat. Geolier) | 67          | —           | - ITA: Oro         | - ITA: 50 000+  | Fra                           |
| 2024                                                         | Limit Yok (Summer Cem feat. Geolier) | —           | —           |                    |                 | Siki Jackson Moonwalk Edition |
| "—" indica una pubblicazione non classificata in quel paese. | |             |             |                    |                 |                               |

## Altri brani entrati in classifica e/o certificati
| Anno | Titolo                                          | Classifiche | Certificazioni     | Unità           | Album di provenienza              |
| Anno | Titolo                                          | ITA         | Certificazioni     | Unità           | Album di provenienza              |
| ---- | ----------------------------------------------- | ----------- | ------------------ | --------------- | --------------------------------- |
| 2019 | Senz e me                                       | 69          | - ITA: Platino     | - ITA: 100 000+ | Emanuele                          |
| 2019 | Na catena                                       | 92          |                    |                 | Emanuele                          |
| 2019 | Vogl sul a te                                   | 78          | - ITA: Platino     | - ITA: 100 000+ | Emanuele                          |
| 2019 | Amo ma chi t sap (feat. MV Killa e Gué Pequeno) | 82          | - ITA: Oro         | - ITA: 50 000+  | Emanuele                          |
| 2020 | Vittoria                                        | 52          |                    |                 | Emanuele (Marchio registrato)     |
| 2020 | Capo                                            | 32          | - ITA: Platino     | - ITA: 70 000+  | Emanuele (Marchio registrato)     |
| 2020 | Sorry                                           | 55          | - ITA: Oro         | - ITA: 50 000+  | Emanuele (Marchio registrato)     |
| 2020 | Moncler                                         | 43          | - ITA: Platino     | - ITA: 100 000+ | Emanuele (Marchio registrato)     |
| 2020 | Na catena RMX (feat. Roshelle)                  | 64          | - ITA: Platino     | - ITA: 100 000+ | Emanuele (Marchio registrato)     |
| 2023 | Ricchezza                                       | 13          | - ITA: Oro         | - ITA: 50 000+  | Il coraggio dei bambini           |
| 2023 | Poco/Troppo                                     | 22          |                    |                 | Il coraggio dei bambini           |
| 2023 | X caso (feat. Sfera Ebbasta)                    | 1           | - ITA: Platino (4) | - ITA: 400 000+ | Il coraggio dei bambini           |
| 2023 | Me vulev fa ruoss                               | 10          | - ITA: Platino     | - ITA: 100 000+ | Il coraggio dei bambini           |
| 2023 | Lonely                                          | 17          | - ITA: Oro         | - ITA: 50 000+  | Il coraggio dei bambini           |
| 2023 | Nun se ver (feat. Guè)                          | 14          | - ITA: Oro         | - ITA: 50 000+  | Il coraggio dei bambini           |
| 2023 | Monday (feat. Shiva e Michelangelo)             | 3           | - ITA: Platino     | - ITA: 100 000+ | Il coraggio dei bambini           |
| 2023 | Maradona                                        | 21          | - ITA: Oro         | - ITA: 50 000+  | Il coraggio dei bambini           |
| 2023 | I Am                                            | 23          |                    |                 | Il coraggio dei bambini           |
| 2023 | Napo****no                                      | 31          |                    |                 | Il coraggio dei bambini           |
| 2023 | Niente di speciale                              | 49          |                    |                 | Il coraggio dei bambini           |
| 2023 | In trappola (feat. Lele Blade)                  | 42          |                    |                 | Il coraggio dei bambini           |
| 2023 | Here I Come                                     | 47          |                    |                 | Il coraggio dei bambini           |
| 2023 | Non ci torni più (feat. Paky)                   | 33          |                    |                 | Il coraggio dei bambini           |
| 2023 | Give You My Love                                | 39          | - ITA: Oro         | - ITA: 50 000+  | Il coraggio dei bambini           |
| 2023 | 2 secondi                                       | 43          | - ITA: Oro         | - ITA: 50 000+  | Il coraggio dei bambini - Atto II |
| 2023 | Il male che mi fai (feat. Marracash)            | 1           | - ITA: Platino (4) | - ITA: 400 000+ | Il coraggio dei bambini - Atto II |
| 2023 | Soldati                                         | 24          | - ITA: Oro         | - ITA: 50 000+  | Il coraggio dei bambini - Atto II |
| 2023 | L'ultima canzone (feat. Giorgia)                | 40          | - ITA: Oro         | - ITA: 50 000+  | Il coraggio dei bambini - Atto II |
| 2023 | So Fly                                          | 34          | - ITA: Platino     | - ITA: 100 000+ | Il coraggio dei bambini - Atto II |
| 2023 | Hermes                                          | 26          | - ITA: Platino     | - ITA: 100 000+ | Il coraggio dei bambini - Atto II |
| 2024 | Per sempre                                      | 27          | - ITA: Oro         | - ITA: 50 000+  | Dio lo sa                         |
| 2024 | Idee chiare (feat. Lazza)                       | 17          | - ITA: Oro         | - ITA: 50 000+  | Dio lo sa                         |
| 2024 | Si stat' tu                                     | 12          | - ITA: Platino     | - ITA: 100 000+ | Dio lo sa                         |
| 2024 | Io t'o giur (feat. Sfera Ebbasta)               | 6           | - ITA: Platino     | - ITA: 100 000+ | Dio lo sa                         |
| 2024 | Presidente                                      | 29          |                    |                 | Dio lo sa                         |
| 2024 | Una come te                                     | 25          | - ITA: Oro         | - ITA: 50 000+  | Dio lo sa                         |
| 2024 | Emirates                                        | 19          | - ITA: Oro         | - ITA: 50 000+  | Dio lo sa                         |
| 2024 | 6 milioni di euro fa (skit)                     | 63          |                    |                 | Dio lo sa                         |
| 2024 | 357 (feat. Guè)                                 | 33          |                    |                 | Dio lo sa                         |
| 2024 | Dio lo sa                                       | 43          |                    |                 | Dio lo sa                         |
| 2024 | Bella e brutta notizia (feat. María Becerra)    | 42          |                    |                 | Dio lo sa                         |
| 2024 | Già lo sai (feat. Luchè)                        | 44          |                    |                 | Dio lo sa                         |
| 2024 | Scumpar                                         | 48          |                    |                 | Dio lo sa                         |
| 2024 | Nu parl, nu sent, nu vec                        | 32          | - ITA: Oro         | - ITA: 50 000+  | Dio lo sa                         |
| 2024 | CLS (feat. Yung Snapp, MV Killa e Lele Blade)   | 51          |                    |                 | Dio lo sa                         |
| 2024 | Finché non si muore                             | 74          |                    |                 | Dio lo sa                         |
| 2024 | Reale                                           | 20          |                    |                 | Dio lo sa - Atto II               |
| 2024 | Smith & Wesson                                  | 21          |                    |                 | Dio lo sa - Atto II               |
| 2024 | 500K                                            | 18          |                    |                 | Dio lo sa - Atto II               |
| 2024 | Tu ed io (feat. Rose Villain)                   | 6           | - ITA: Oro         | - ITA: 100 000+ | Dio lo sa - Atto II               |
| 2024 | Che sole oggi                                   | 12          |                    |                 | Dio lo sa - Atto II               |
| 2024 | Cchiu' fort (feat. Cosang)                      | 29          |                    |                 | Dio lo sa - Atto II               |
| 2024 | Nun sacc' perdere                               | 40          |                    |                 | Dio lo sa - Atto II               |
| 2024 | Ferrari                                         | 87          |                    |                 | Dio lo sa - Atto II               |

## Collaborazioni
| Anno                                                         | Titolo | Classifiche | Certificazioni     | Unità           | Album di provenienza   |
| Anno                                                         | Titolo | ITA         | Certificazioni     | Unità           | Album di provenienza   |
| ------------------------------------------------------------ | --- | ----------- | ------------------ | --------------- | ---------------------- |
| 2019                                                         | Queen RMX (MadMan feat. Geolier)                                                                                                 | 46          |                    |                 | MM vol. 3              |
| 2019                                                         | Nisciun' (Rocco Hunt feat. Geolier)                                                                                              | 24          | - ITA: Platino     | - ITA: 70 000+  | Libertà                |
| 2019                                                         | Mattoni (Night Skinny feat. Noyz Narcos, Shiva, Speranza, Gué Pequeno, Achille Lauro, Geolier, Lazza, Ernia, Side Baby e Taxi B) | 11          |                    |                 | Mattoni                |
| 2019                                                         | Life Style (Night Skinny feat. Vale Lambo, Lele Blade, CoCo e Geolier)                                                           | 54          |                    |                 | Mattoni                |
| 2019                                                         | Vien cu me (Christian Revo feat. Geolier)                                                                                        | —           |                    |                 | Talento sprecato       |
| 2019                                                         | Montecarlo (Emis Killa feat. Geolier)                                                                                            | —           |                    |                 | Supereroe Bat Edition  |
| 2019                                                         | Facc abus (MV Killa feat. Geolier)                                                                                               | —           |                    |                 | Giovane killer         |
| 2020                                                         | La strada è nostra (Gianni Bismark e Sick Luke feat. Geolier)                                                                    | 29          |                    |                 | Nati diversi           |
| 2020                                                         | Cyborg (Gué Pequeno feat. Geolier)                                                                                               | 11          | - ITA: Oro         | - ITA: 35 000+  | Mr. Fini               |
| 2020                                                         | Superstar (I Desideri feat. Geolier)                                                                                             | —           |                    |                 | 96/97                  |
| 2020                                                         | Valentino (Vale Lambo feat. Geolier)                                                                                             | —           |                    |                 | Come il mare           |
| 2020                                                         | Resta con me (Samurai Jay feat. Geolier)                                                                                         | —           |                    |                 | Lacrime                |
| 2020                                                         | Troppi soldi (CoCo feat. Geolier)                                                                                                | —           |                    |                 | Floridiana             |
| 2020                                                         | Motel (Peppe Soks feat. Geolier)                                                                                                 | —           | - ITA: Oro         | - ITA: 35 000+  | Stella del Sud         |
| 2020                                                         | Luntan a me (MV Killa e Yung Snapp feat. Geolier)                                                                                | —           | - ITA: Oro         | - ITA: 35 000+  | Hours                  |
| 2020                                                         | Friend (Lazza feat. Shiva e Geolier)                                                                                             | 32          | - ITA: Oro         | - ITA: 50 000+  | J                      |
| 2020                                                         | Comme si femmena (Gigi D'Alessio feat. Geolier)                                                                                  | 59          |                    |                 | Buongiorno             |
| 2020                                                         | Comme si fragile (Gigi D'Alessio feat. Geolier)                                                                                  | 70          |                    |                 | Buongiorno             |
| 2020                                                         | 1, 2, 3 stella (Dark Polo Gang feat. Geolier)                                                                                    | 46          |                    |                 | Dark Boys Club         |
| 2020                                                         | Alright (Gemitaiz feat. Emis Killa e Geolier)                                                                                    | 13          |                    |                 | QVC9                   |
| 2021                                                         | Tik Tok RMX (Sfera Ebbasta feat. Geolier, Marracash, Gué Pequeno e Paky)                                                         | —           |                    |                 | Famoso                 |
| 2021                                                         | Serpenti (Lele Blade feat. Geolier)                                                                                              | —           |                    |                 | Ambizione              |
| 2021                                                         | Colpevole RMX (Tony Effe feat. Geolier)                                                                                          | —           | - ITA: Platino     | - ITA: 70 000+  | Untouchable            |
| 2021                                                         | Extendo RMX (Lele Blade feat. Geolier, Paky e Shiva)                                                                             | —           |                    |                 | Ambizione              |
| 2021                                                         | Top Boy (Mace feat. Geolier) | 20          | - ITA: Oro         | - ITA: 35 000+  | OBE                    |
| 2021                                                         | No Cap (Emis Killa e Jake La Furia feat. Geolier)                                                                                | 13          | - ITA: Platino     | - ITA: 70 000+  | 17 - Dark Edition      |
| 2021                                                         | Chello che vuó (Lele Blade feat. Geolier)                                                                                        | 92          |                    |                 | Ambizione              |
| 2021                                                         | Blitz! (Guè feat. Geolier) | 4           | - ITA: Platino     | - ITA: 100 000+ | Guesus                 |
| 2022                                                         | Creatur (Sick Luke feat. Geolier ed Ernia)                                                                                       | 10          |                    |                 | X2                     |
| 2022                                                         | Foot Locker (Noyz Narcos feat. Geolier)                                                                                          | 22          |                    |                 | Virus                  |
| 2022                                                         | 18 anni (SLF feat. Geolier e Fabri Fibra)                                                                                        | 82          |                    |                 | We the Squad, Vol. 1   |
| 2022                                                         | Cadillac (SLF feat. Geolier e Tony Effe)                                                                                         | 92          | - ITA: Platino (2) | - ITA: 200 000+ | We the Squad, Vol. 1   |
| 2022                                                         | Comandamento (Paky feat. Geolier)                                                                                                | 13          | - ITA: Oro         | - ITA: 50 000+  | Salvatore              |
| 2022                                                         | Over (Luchè feat. Geolier) | 30          |                    |                 | Dove volano le aquile  |
| 2022                                                         | Nessuno (Lazza feat. Geolier) | 16          | - ITA: Platino (2) | - ITA: 200 000+ | Sirio                  |
| 2022                                                         | Fake (Night Skinny feat. Geolier e Luchè)                                                                                        | 17          | - ITA: Oro         | - ITA: 50 000+  | Botox                  |
| 2022                                                         | Giorni contati (Night Skinny feat. Geolier, Noyz Narcos, Paky, Shiva)                                                            | 5           | - ITA: Platino     | - ITA: 100 000+ | Botox                  |
| 2022                                                         | Dedication (Night Skinny feat. Geolier e anice)                                                                                  | 41          |                    |                 | Botox                  |
| 2022                                                         | BTX Posse (Night Skinny feat. Fabri Fibra, Ernia, Lazza, Tony Effe, Coez, Geolier, Guè, Paky e MamboLosco)                       | 16          | - ITA: Oro         | - ITA: 50 000+  | Botox                  |
| 2022                                                         | Acqua tonica (Ernia feat. Geolier e Junior K)                                                                                    | 4           | - ITA: Platino (2) | - ITA: 200 000+ | Io non ho paura        |
| 2022                                                         | Un altro show (Shiva feat. Geolier)                                                                                              | 31          | - ITA: Platino (2) | - ITA: 200 000+ | Milano Demons          |
| 2022                                                         | Cypher (SLF feat. Geolier) | —           |                    |                 | We the Squad Vol. 1    |
| 2022                                                         | Desaparecidos (Clementino feat. Geolier)                                                                                         | —           |                    |                 | Black Pulcinella       |
| 2023                                                         | Polo (Neves17 feat. Geolier) | —           |                    |                 | Ieri, oggi e domani    |
| 2023                                                         | E.T.A. (Dani Faiv feat. Geolier e J Balvin)                                                                                      | —           |                    |                 | Ultimo piano           |
| 2023                                                         | Miez a via (Baby Gang feat. Geolier)                                                                                             | 21          |                    |                 | L'angelo del male      |
| 2023                                                         | Non mi vedi (Baby Gang feat. Fabri Fibra, Geolier, Ernia e Rkomi)                                                                | 36          |                    |                 | L'angelo del male      |
| 2023                                                         | Pillole (Tony Effe feat. Sfera Ebbasta e Geolier)                                                                                | 7           | - ITA: Platino     | - ITA: 100 000+ | Icon                   |
| 2023                                                         | Mancanze affettive (Tedua feat. Geolier)                                                                                         | 5           | - ITA: Platino     | - ITA: 100 000+ | La Divina Commedia     |
| 2023                                                         | Elicotteri (Shiva feat. Geolier)                                                                                                 | 31          | - ITA: Oro         | - ITA: 50 000+  | Santana Season         |
| 2023                                                         | Fantasmi (Rose Villain feat. Geolier)                                                                                            | 41          | - ITA: Platino (2) | - ITA: 200 000+ | Radio Gotham           |
| 2023                                                         | Desolé (Drillionaire feat. Rhove e Geolier)                                                                                      | 29          | - ITA: Oro         | - ITA: 50 000+  | 10                     |
| 2023                                                         | Kiss You (F**k You) (Yung Snapp feat. Geolier)                                                                                   | 34          | - ITA: Platino     | - ITA: 100 000+ | Hotel Montana          |
| 2023                                                         | Calcolatrici (Sfera Ebbasta feat. Baby Gang, Geolier e Simba La Rue)                                                             | 4           | - ITA: Platino (2) | - ITA: 200 000+ | X2VR                   |
| 2023                                                         | Tanti soldi (Ghali feat. Geolier)                                                                                                | 93          |                    |                 | Pizza Kebab Vol. 1     |
| 2024                                                         | Terr1 (Kid Yugi feat. Geolier)                                                                                                   | 27          |                    |                 | I nomi del diavolo     |
| 2024                                                         | Personale (Mahmood feat. Geolier)                                                                                                | 24          | - ITA: Platino     | - ITA: 100 000+ | Nei letti degli altri  |
| 2024                                                         | Non mollare mai 2024 (Gigi D'Alessio feat. Geolier, Guè e Clementino)                                                            | —           |                    |                 | Fra                    |
| 2024                                                         | Perdere a capa (Co'Sang feat. Geolier)                                                                                           | 15          | - ITA: Oro         | - ITA: 50 000+  | Dinastia               |
| 2024                                                         | Don't Cry No More (Shiva feat. Geolier)                                                                                          | 26          |                    |                 | Milano Angels          |
| 2024                                                         | Solo Dio sa (The Night Skinny feat. Tony Boy, anice, Geolier e Shiva)                                                            | 4           |                    |                 | Containers             |
| 2024                                                         | Rito breve (The Night Skinny feat. Noyz Narcos, Simba La Rue e Geolier)                                                          | 20          |                    |                 | Containers             |
| 2024                                                         | Heets (Lele Blade feat. Geolier)                                                                                                 | 4           | - ITA: Oro         | - ITA: 50 000+  | Con i miei occhi       |
| 2024                                                         | Video hot (CoCo feat. Geolier)                                                                                                   | 22          |                    |                 | Mai più forse          |
| 2025                                                         | 'Na vita annanz (SLF feat. Geolier)                                                                                              | —           |                    |                 | We the Squad Vol. 2    |
| 2025                                                         | Dire di no (SLF feat. Geolier)                                                                                                   | —           |                    |                 | We the Squad Vol. 2    |
| 2025                                                         | Movie (Guè feat. Geolier) | 18          |                    |                 | Tropico del Capricorno |
| 2025                                                         | Mea crr (SLF feat. Geolier) | 80          |                    |                 | We The Squad Vol. 2    |
| 2025                                                         | Ancora (Rose Villain feat. Geolier)                                                                                              | 29          |                    |                 | Radio Vega             |
| 2025                                                         | Ginevra (Luchè feat. Geolier) | 1           |                    |                 | Il mio lato peggiore   |
| "—" indica una pubblicazione non classificata in quel paese. | |             |                    |                 |                        |

## Video musicali
| Anno | Titolo | Regista/i                             |
| ---- | --- | ------------------------------------- |
| 2018 | P Secondigliano | Nicola Siciliano                      |
| 2018 | Mercedes | Vimafilm                              |
| 2018 | Queen | Tony Ruggiero                         |
| 2018 | E' Guagliun (Peppe Soks feat. Geolier) | Alessandro Raimo                      |
| 2018 | Sosa | Tony Ruggiero                         |
| 2019 | Como Te (feat. Emis Killa) | Tony Ruggiero                         |
| 2019 | Narcos | Tony Ruggiero                         |
| 2019 | Gang | Tony Ruggiero                         |
| 2019 | Yacht (feat. Luchè) | Fabrizio Conte                        |
| 2020 | Fuego (con Neves17 e Lele Blade) | Tony Ruggiero                         |
| 2020 | Vamos pa la banca (Dat Boi Dee feat. Geolier, Samurai Jay e Lele Blade)                                                                       | Tony Ruggiero                         |
| 2020 | M' manc (con Shablo e Sfera Ebbasta) | Simone Mariano e Federico Merlo       |
| 2020 | Guapo (Anna Tatangelo feat. Geolier) | Lorenzo Ambrogio e Alessandro Mancini |
| 2020 | Buongiorno (Gigi D'Alessio feat. Clementino, CoCo, Enzo Dong, Franco Ricciardi, LDA, Lele Blade, MV Killa, Geolier, Samurai Jay e Vale Lambo) | Fabrizio Cestari                      |
| 2020 | Cyborg (Gué Pequeno feat. Geolier) | Damn Films                            |
| 2021 | Tik Tok RMX (Sfera Ebbasta feat. Marracash, Gué Pequeni, Paky e Geolier)                                                                      | Late Milk                             |
| 2021 | Che me chiamme a fa? (Rocco Hunt feat. Geolier)                                                                                               | Damn Films                            |
| 2021 | Fantasmi (TY1 feat. Geolier e Marracash) | Davide Vicari                         |
| 2021 | Ready (SLF feat. Geolier) | Claudio Vitiello                      |
| 2022 | Money | Davide Vicari                         |
| 2023 | Come vuoi | Davide Vicari                         |
| 2024 | Switch (Rvchet feat. BM, Geolier, Guè e Finem)                                                                                                | Bdot                                  |
| 2024 | Calcolatrici (Sfera Ebbasta feat. Baby Gang, Geolier e Simba La Rue)                                                                          | Reyken                                |
| 2024 | I p' me, tu p' te | Davide Vicari                         |
| 2024 | L'ultima poesia (con Ultimo) | Golden Boyz                           |
| 2024 | Miez a via (Baby Gang feat. Geolier) | LegacyFilms                           |
| 2024 | Sarò con te (con SLF) | Johnny Dama                           |
| 2024 | El Pibe de Oro | Baglyo                                |
| 2024 | Senza tuccà | Marco Pavone                          |
| 2024 | Dio lo sa | Baglyo                                |
| 2024 | Limit Yok (Summer Cem feat. Geolier) | Johnny Dama                           |